# Stefan Riesen
Stefan Riesen (11 de agosto de 1973) es un deportista suizo que compitió en duatlón. Ganó dos medallas en el Campeonato Mundial de Duatlón de Larga Distancia en los años 2002 y 2003.

## Palmarés internacional
| Campeonato Mundial | Campeonato Mundial | Campeonato Mundial | Campeonato Mundial |
| Año                | Lugar              | Medalla            | Prueba             |
| ------------------ | ------------------ | ------------------ | ------------------ |
| 2002               | Weyer ( Austria)   | Medalla de plata   | Individual         |
| 2003               | Zofingen ( Suiza)  | Medalla de oro     | Individual         |